# Yukarıesence, Ceylanpınar
Yukarıesence là một xã thuộc huyện Ceylanpınar, tỉnh Şanlıurfa, Thổ Nhĩ Kỳ. Dân số thời điểm năm 2011 là 186 người.